# Ngô đại lão
Ngô đại lão là 5 đại công thần của nhà Đông Ngô thời Tam Quốc trong lịch sử Trung Quốc, gồm: Hoàng Cái, Trình Phổ, Hàn Đương, Chu Trị, và Đinh Phụng. Họ là những tướng lĩnh cao cấp đã phục vụ nhiều thế hệ Ngô vương và Ngô hoàng, từ Tôn Kiên, Tôn Sách, Tôn Quyền, Tôn Lượng, tới Tôn Hưu và Tôn Hạo.

## Chiến công của Trình Phổ
Trình Phổ có công phò Tôn Kiên, Tôn Sách và Tôn Quyền. Ông lập công trong:
- Đánh dẹp quân Khăn Vàng
- Đánh Đổng Trác
- Cùng Tôn Sách bình định Giang Đông
- Trận Xích Bích phá Tào Tháo
- Đánh Tào Nhân ở Nam Quận

## Chiến công của Hoàng Cái
Hoàng Cái có công phò Tôn Kiên, Tôn Sách và Tôn Quyền. Ông có công trong:
- Đánh Đổng Trác
- Ổn định vùng Sơn Việt
- Trận Xích Bích phá Tào Tháo
- Dẹp loạn ở Vũ Lăng

## Chiến công của Hàn Đương
Hàn Đương có công phò Tôn Kiên, Tôn Sách và Tôn Quyền. Ông lập công trong:
- Đánh Đổng Trác
- Trận Xích Bích phá Tào Tháo
- Dẹp yên vùng Sơn Việt
- Chống Quan Vũ
- Trận Hào Đình phá Lưu Bị

## Chiến công của Đinh Phụng
Đinh Phụng có công phò Tôn Quyền, Tôn Lượng và Tôn Hạo. Những chiến công chính của ông gồm:
- Trận Xích Bích phá Tào Tháo
- Trận Hào Đình phá Lưu Bị
- Đánh lui quân Tào Ngụy của Gia Cát Đản
- Dẹp loạn thần Tôn Lâm

## Chiến công của Chu Trị
Chu Trị có công phò Tôn Kiên, Tôn Sách và Tôn Quyền. Ông đã:
- Đánh Đổng Trác
- Giúp họ Tôn mở nghiệp ở Giang Đông